# روي كورديرو
روي كورديّرو (بالبرتغالية: Rui Cordeiro‏) هو لاعب اتحاد الرغبي برتغالي، ولد في 14 أكتوبر 1976 في فيغيرا دا فوز في البرتغال.

## وصلات خارجية
- روي كورديرو عل موقع إسبنسكروم (الإنجليزية)
- روي كورديرو على موقع ItsRugby.co.uk (الإنجليزية)